# Palacio de Cristal de la Arganzuela
Il Palacio de Cristal de la Arganzuela (in italiano: Palazzo di Cristallo della Arganzuela) si trova a Madrid nelle installazioni di quello che anticamente era parte del Mattatoio Municipale di Arganzuela ed occupa una superficie di 7100 m². Un tempo si conosceva popolarmente con il nome di Capannone delle patate, e conserva la sua grande struttura rettangolare con profili di acciaio, oggi utilizzata come museo botanico con piante di diversi luoghi del mondo.

## Museo/Serra

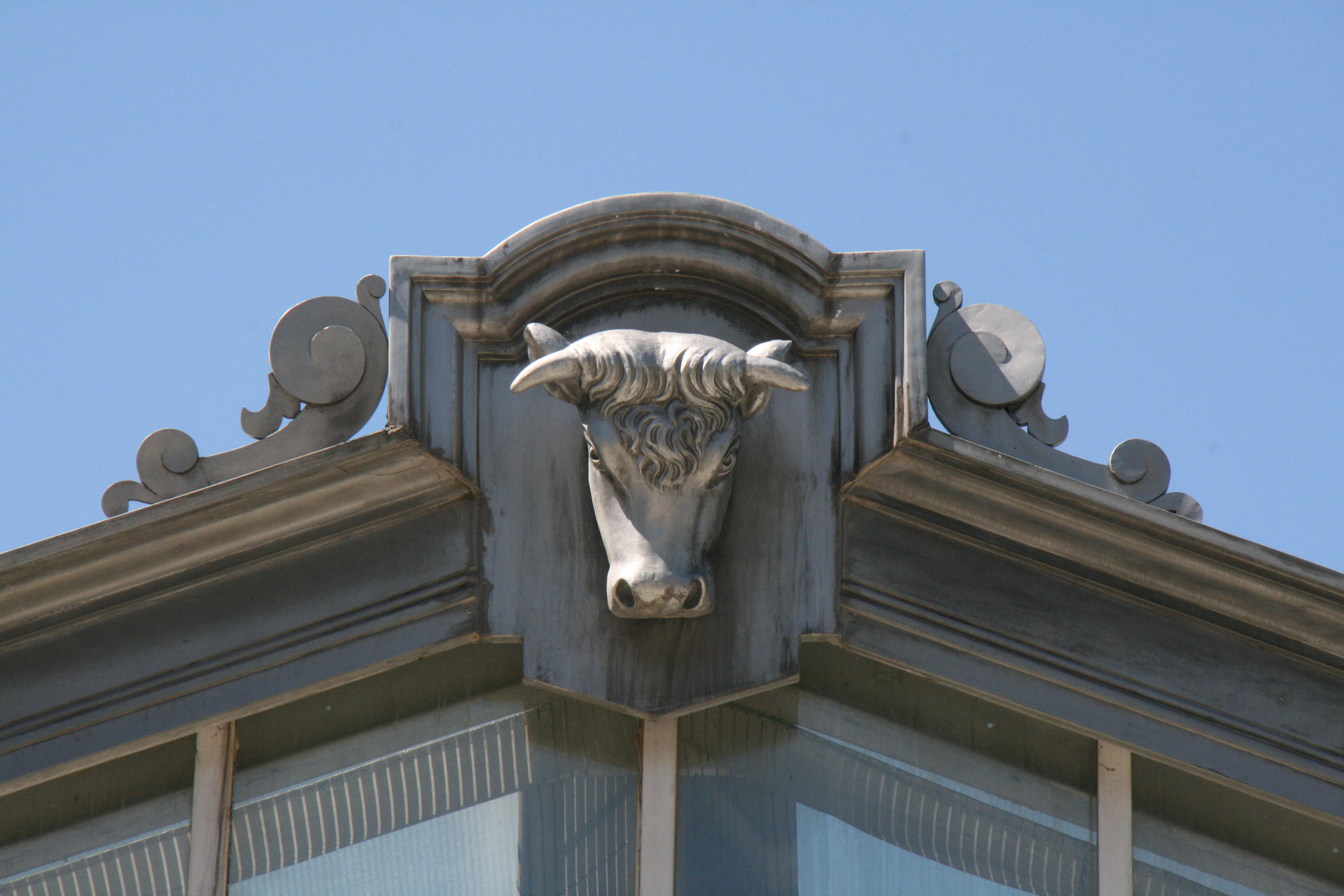
Testa di mucca che ricorda l'uso originario dell'edificio come mattatoio.

Questo museo è costituito da quattro zone chiuse che realizzano quattro microclimi diversi. Due contengono le piante più caratteristiche del clima tropicale, un'altra quelle subtropicali e l'ultima cactus e tutte le specie del clima desertico. Tutto questo paesaggio esotico è circondato da piccole fonti.
Situato nel Paseo de la Chopera, accanto al fiume Manzanarre, il complesso era stato costruito tra 1908 e 1924 dall'architetto municipale Luis Bellido, come Mattatoio e mercato municipale di bestiamie. 
Chiuso come mattatoio agli inizi degli anni 1980, oggi ospita diverse dipendenze culturali del Comune di Madrid, nonché la sede del Consiglio Municipale del Distretto di Arganzuela.
Nel 1992 è stata realizzata la riconversione del Capannone delle patate su progetto di Guillermo Costa Pérez-Herrero. Il nuovo complesso è stato inaugurato dal sindaco José María Álvarez del Manzano, il 21 dicembre 1992. Il palazzo è visitable gratuitamente e il suo esterno è circondato da giardini.

## Collezioni
La serra del Palazzo di Cristallo ospita 9000 specie di piante che rappresentano quattro biotipi differenziati, ognuna con un microclima distinto, ovvero quattro classi differenti di piante: flora tropicale, flora subtropicale, piante grasse e cactaceae, e piante acquatiche. Quest'ultima serra contiene fonti e cascate popolate di pesci e volatili.
Accanto alla serra, fino l'anno 2008, si trovava un giardino all'aperto dedicato solo alle dalie, e la collezione era costituita da più di trecento varietà. Nel 2012 questo spazio, dopo le opere di sistemazione del parco sulle rive del fiume Manzanarre, è stato adibito a pista asfaltata per la pratica del pattinaggio a rotelle. Le piante di dalia vennero distribuite tra il Giardino botanico reale di Madrid e la Dalieda di Santo Francisco.

Galleria
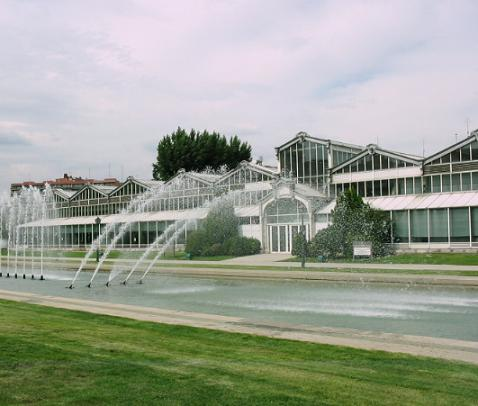
Palazzo di Cristallo dell'Arganzuela
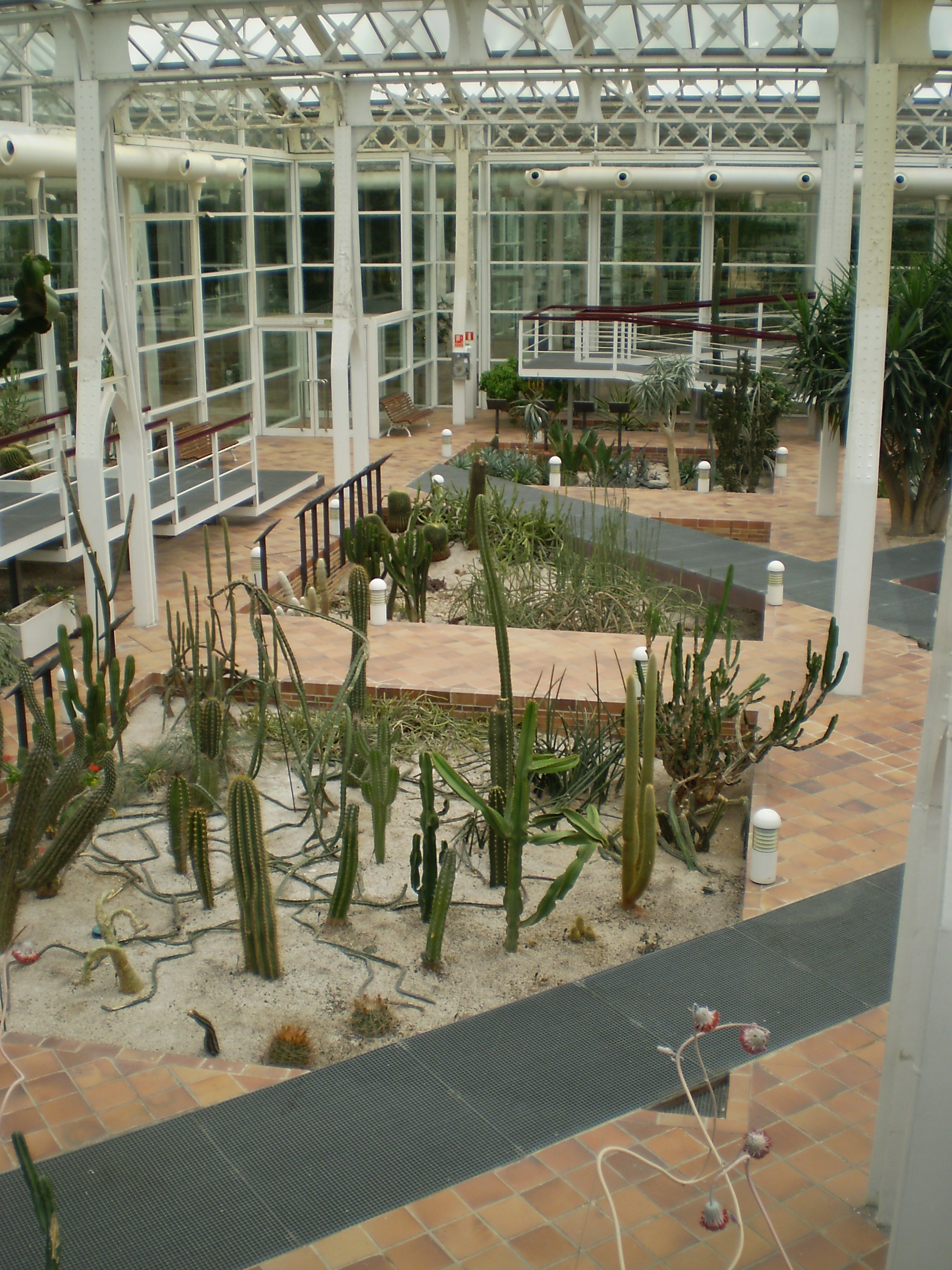
Clima desertico
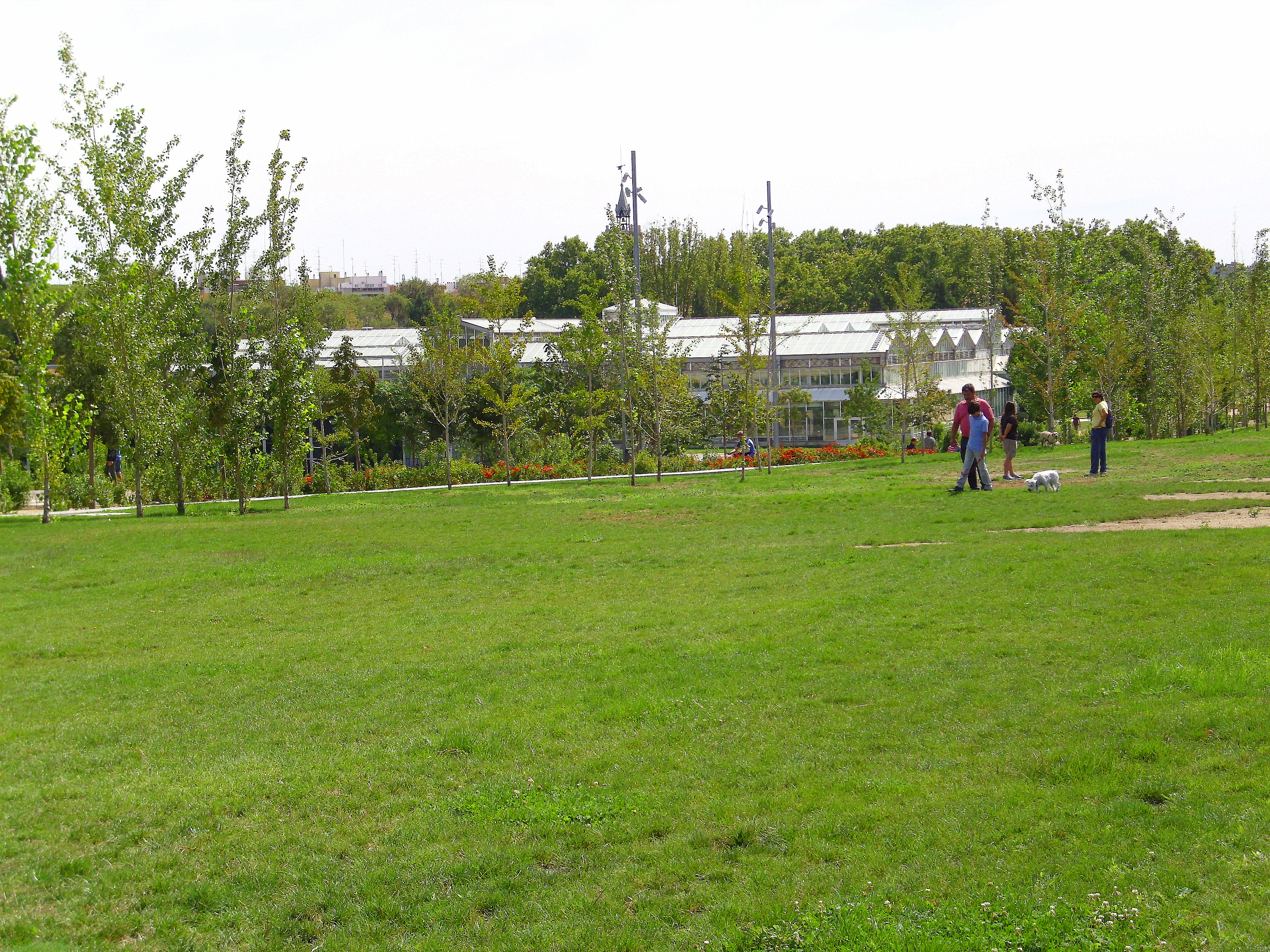
Parco riva del Manzanarre
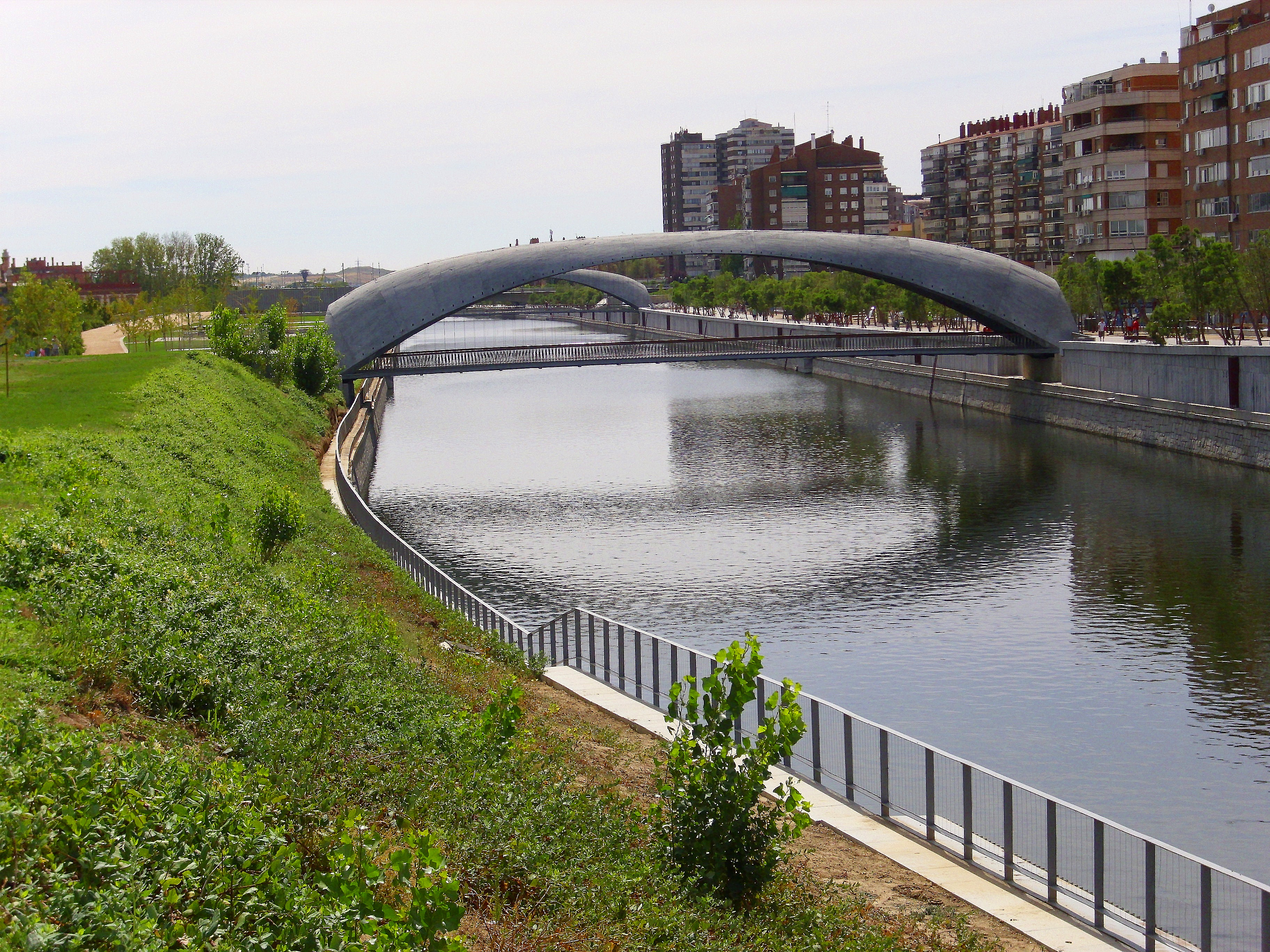
Il fiume Manzanarre, accanto al Palazzo di Cristallo